# Governor General’s Awards
Die Governor General’s Awards (französisch Prix du Gouverneur général) sind eine Reihe von Preisen, die vom kanadischen Generalgouverneur für herausragende Leistungen im künstlerischen, akademischen und sozialen Bereich vergeben werden. Initiiert wurde die Preisvergabe 1936 von Generalgouverneur Lord Tweedsmuir mit den ersten Governor General’s Literary Awards.

## Preiskategorien (Auswahl)
- Architektur – Governor General’s Medals in Architecture
- Arbeitssicherheit – The Governor General’s Award for Safety in the Workplace[2]
- Bildende Kunst/ Medienkunst – Governor General’s Awards in Visual and Media Arts
- Darstellende Kunst – Governor General’s Performing Arts Awards
- Ehrenamt – Governor General’s Caring Canadian Award (seit 2015: The Sovereign’s Medal for Volunteers)[3]
- Ernährung – Governor General’s Award in Celebration of the Nation’s Table[4]
- Geschichtswissenschaft – Governor General’s History Awards
- Gleichberechtigung – Governor General’s Awards in Commemoration of the Persons Case
- Innovation – Governor General’s Innovation Awards[5]
- Literatur – Governor General’s Literary Awards
- Studien über Kanada – The Governor General’s International Award for Canadian Studies[6]

## Einzelne Preise

### Governor General’s Medals in Architecture
Die Architekturmedaillen des Generalgouverneurs werden seit 1982 (in Anknüpfung an die Massey Medals, 1950–1970) vergeben. Alle zwei Jahre werden damit bis zu zwölf kürzlich fertiggestellte Bauwerke kanadischer Architekten ausgezeichnet. Das Royal Architectural Institute of Canada organisiert den Wettbewerb. Die Jury wird vom Canada Council for the Arts (Conseil des arts du Canada) ausgewählt.

### Governor General’s Awards in Visual Arts and Media Arts
Die Preise werden seit 2000 jährlich für herausragende Leistungen in den Sparten: Bildende Kunst, angewandte Kunst, Independent-Film, Videokunst, Klangkunst und Neue Medien vergeben. Die Organisation und Finanzierung obliegt dem Canada Council for the Arts, die Auswahl wird von einer Jury etablierter Künstler getroffen. Das Preisgeld beträgt 15.000 CAD.

### Governor General’s Performing Arts Awards
Mit dem Governor General’s Performing Arts Awards werden herausragende Darstellende Künstler aus den Sparten: Tanz, Klassische Musik, Popmusik, Rundfunk und Theater ausgezeichnet. Begründet wurde der Preis 1992 von Generalgouverneur Ray Hnatyshyn. Zusätzlich zu den 25.000 CAD erhalten die Preisträger eine von der Royal Canadian Mint geprägte Medaille. Darüber hinaus werden zwei zusätzliche Preise vergeben:  Der National Arts Centre Award für die Arbeit eines Künstlers oder einer Künstlertruppe im vorangegangenen Jahr und der Ramon John Hnatyshyn Award for Voluntarism in the Performing Arts für ehrenamtliches Engagement im Bereich Darstellende Kunst.

### Governor General’s History Awards
Der 1996 begründete Preis ehrt herausragende Leistungen in der Lehre und der öffentlichen Vermittlung von kanadischer Geschichte. Die Verleihung wird von der Canada's National History Society organisiert.

### Governor General’s Awards in Commemoration of the Persons Case
Der Preis wurde 1979 von Generalgouverneur Edward Schreyer initiiert. Er würdigt Anstrengungen um die Gleichstellung von Frauen in Kanada.  In Anknüpfung an die Courage der  Famous Five, die das aktive Wahlrecht (Senatorenamt) für kanadische Frauen erkämpften (Persons Case), werden jährlich fünf Preise vergeben. Der Preis wird unabhängig vom Geschlecht verliehen. Der Autor und Modelagenturbetreiber Ben Barry war 2008 der erste Mann, der den Preis erhielt.

### Governor General’s Literary Awards
Die Governor General’s Literary Awards (französisch Prix littéraires du Gouverneur général)  zählen zu den renommiertesten Literaturpreisen Kanadas. Sie werden seit 1936 an kanadische Autoren für hervorragende und bedeutende literarische Leistungen vergeben. Begründet wurden die Preise von Generalgouverneur Lord Tweedsmuir, der seinerseits selbst Schriftsteller war.

Anfänglich wurden jedes Jahr nur zwei englischsprachige Werke ausgezeichnet. Die ersten Laureaten waren Bertram Brooker (Think of the Earth, 1936) und Thomas Beattie Roberton (TBR: Newspaper Pieces, 1936). Seit 1959 wird die Auszeichnung für literarische Werke beider Amtssprachen vergeben; überdies wurde vom Canada Council for the Arts ein Preisgeld in Höhe von 1.000 CAD für jeden Gewinner ausgelobt. 1989 wurde das Preisgeld auf 10.000 CAD, im Jahr 2000 auf 15.000 CAD und 2007 auf 25.000 CAD erhöht. Darüber hinaus erhalten die Verlage der Gewinner nunmehr 3.000 CAD, um das Buch zu bewerben.
Es werden vierzehn Werke in sieben Kategorien – jeweils für anglophone und für frankophone Werke – ausgezeichnet:
- Prosa: Governor General’s Award for Fiction; Prix du Gouverneur général pour romans et nouvelles
- Lyrik: Governor General’s Award for poetry/ Prix du Gouverneur général pour poésie
- Sachbuch: Governor General’s Award for non-fiction/ Prix du Gouverneur général pour essais
- Drama: Governor General’s Award for drama/ Prix du Gouverneur général pour théâtre
- Jugendliteratur (Prosa): Governor General’s Award for children's literature – text/ Prix du Gouverneur général pour littérature Jeunesse – texte
- Jugendliteratur (Bilderbuch): Governor General’s Award for children's literature – Illustrated books/ Prix du Gouverneur général pour littérature jeunesse – livres illustrés
- Übersetzung: Governor General’s Award for translation/ Prix du Gouverneur général pour traduction

Jährlich werden beim Canada Council for the Arts etwa 1600 Bücher (Stand: 2015) für den Auswahl zu den Governor General’s Literary Awards eingereicht. Teilnahmeberechtigt sind lebende kanadische Autoren bzw. permanent residents Kanadas. Graphic Novels, die sich nicht explizit an Kinder und Jugendliche richten, sind von der Preisvergabe ausgeschlossen. Der Übersetzungspreis bezieht sich auf Übertragungen französischer Werke ins Englische (Prix du Gouverneur général pour traduction du français vers l'anglais) sowie englischer Werke ins Französische (Prix du Gouverneur général pour traduction de l'anglais vers le français).

## Sonstige
- Governor General's Academic Medal, für Jahrgangsbeste bei Abschlüssen an kanadischen Universitäten